# Gardo
Gardo er en historisk by i Bari-provinsen i Puntland, en autonom region i det nordøstlige Somalia. Byen er beliggende i Karkaar-bjergene.
9°30′N 49°5′Ø / 9.500°N 49.083°Ø